# 兴卫村站
兴卫村站是位于江苏省南京市栖霞区迈皋桥街道的一个铁路车站，有京沪铁路下行线、宁铜铁路及城北环线经过。车站由隶属上海局集团南京东直属站管辖，现仅办理货运、不办理客运业务，是三等站。
兴卫村站建于1981年。1986年南京至南京东区间进行第三线工程，施工人员分别分头从南京站和南京东站修筑通往本站的线路，分别于1988年8月和1988年12月投入使用。1990年在兴卫村站出岔的南京城北环线投入使用。
2017年尧化门货场建设期间，施工人员对兴卫村站东咽喉道岔进行改造，以减少货场取送列车过站时切割京沪下行线带来的影响。

## 车站结构
| 西↑ |      | （丁家庄站）尧兴线正线              |  |
|     | 侧式 |                                     |  |
| 1道 |      | 到发线                              |  |
| 2道 |      | 到发线                              |  |
| Ⅲ道 |      | （南京站）京沪铁路下行正线（尧客）  |  |
| Ⅳ道 |      | （南京站）京沪三线/宁芜客车（尧客） |  |
| 5道 |      | 到发线                              |  |
| 南↓ |      |                                     |  |

## 交通

### 公交车
| 尧红路东 | 尧红路东     | 尧红路东 | 尧红路东   | 尧红路东 |
| 编号     | 路线         | 路线     | 路线       | 备注     |
| -------- | ------------ | -------- | ---------- | -------- |
| 175      | 仙新路地铁站 | →        | 水关桥     |          |
| 175      | 仙新路地铁站 | ←        | 水关桥总站 |          |

### 地铁
- 地铁7号线丁家庄南站